# 合金弹头：第二任务
《合金弹头：第二任务》為SNK在2000年3月9日於自家掌機Negeo Pocket Color發行的合金弹头系列作品之一。
游戏與前作《合金弹头：第一任务》相似，但是本作改善了遊戲圖形介面與操作。破關後可解鎖隱藏角色 龍舌蘭，可自行選擇不同等級的反叛軍特殊能力於遊戲中。

## 角色簡介
吉姆雷特（Gimlet）
性別：男
年齡：不詳
國籍：不詳
血型：不詳
身高：不詳
體重：不詳
階級：正規軍PF隊新兵
芮德‧愛（Red Eye）
性別：女
年齡：不詳
國籍：不詳
血型：不詳
身高：不詳
體重：不詳
階級：正規軍S.P.A.R.R.O.W.S.隊新兵
龍舌蘭（Tequila，意思是龍舌蘭酒中的特基拉酒）
性別：男
年齡：不詳
國籍：不詳
血型：不詳
身高：不詳
體重：不詳
階級：正規軍特工

## 外部連結
- 越南大戰系列官方網站（页面存档备份，存于）
- 越南大戰：第二任務官方網站 （页面存档备份，存于）